# Cratere Menhit
Menhit è un cratere sulla superficie di Ganimede.